# Пономаренко Любов Петрівна
Пономаренко (Кириченко) Любов Петрівна (нар. 25 травня 1955, с. Іванківці Срібнянського району Чернігівської області) — українська письменниця-прозаїк. Член Національної спілки письменників України.

## Життєпис
Народилась 25 травня 1955 році. Тато письменниці Петро Йосипович Кириченко викладав математику, а мама, Мотря Пилипівна, — біологію та хімію. Писати почала у дитячі роки. Свої перші вірші, написані в часи навчання у молодших класах, майбутня літераторка надсилала до газети «Зірка» під псевдонімом Олеся Циганко. У 12 років її твори печатали у районній та обласній газетах. В шістнадцять років ввійшла до складу республіканської наради обдарованих школярів м. Києва.
Закінчила Ніжинський державний педагогічний інститут імені Миколи Гоголя (1978) (нині — Ніжинський державний університет імені Миколи Гоголя).
Перші оповідання видруковані на початку 1980 р. у журналах «Дніпро», «Вітчизна», «Україна». Згодом у часописі «Київ» з'явилася повість «Перехрестя».
1978—1984 рр. — працювала вчителькою російської мови та літератури Горобіївської та Іванківської шкіл Срібнянського району Чернігівської області. Потім — на посаді завідувача відділу районних газет Чернігівщини та Київщини.
З 1987 року мешкає на Полтавщині.
1987—1990 рр. — працювала вчителькою Староіржавецької середньої школи Оржицького району Полтавської області.
Член Національної спілки письменників України з 1989 року.
1990—1993 рр. — завідувачкою відділу листів і масової роботи районної газети «Оржиччина».
1994—1999 рр. — завідувачкою відділу соціальних проблем редакції газети «Гребінчин край» на Полтавщині.
Керівник літературної студії «Євгенова світлиця» у місті Гребінка, що на Полтавщині.
З 1999 року — власний кореспондент Всеукраїнської громадсько-політичної газети «Зоря Полтавщини».
Нині — на творчій роботі.
Мешкає у м. Гребінка Полтавської області.

## Творчий доробок
Автор книг:
- «Тільки світу» (Київ: Радянський письменник, 1984):
- «Дерево облич» (Київ: Український письменник, 1999);
- «Ніч у кав'ярні самотніх душ» (Миколаїв, 2004);
- «Портрет жінки у профіль з рушницею» (Київ: ВЦ «Просвіта», 2005);
- «Помри зі мною»[3] (Львів: Піраміда, 2006);
- «Синє яблуко для Ілонки»[4] (Львів: Піраміда, 2012);
- «Нехворощ»[5] (Полтава: Дивосвіт, 2016).

Її твори увійшли до антологій:
«Десять українських прозаїків. Десять українських поетів» (1995: новели «Голуби на дзвіниці», «Не кидай мене самого в полі» та «Синє яблуко для Ілонки»), «Квіти у темній кімнаті» (1997: новели «Помри зі мною» та «Синє яблуко для Ілонки»), «Приватна колекція» (2002: новели «Помри зі мною» та «Дві у колодязі»), в антології української «жіночої» прози та есеїстики другої половини XX — початку XXI століття (авторський проект Василя Ґабора) «Незнайома антологія» (Львів, 2005), вміщені у збірникові «Оповідання'83» (Київ: Радянський письменник, 1984), в альманасі «Біла альтанка» (Полтава, 1996) та ін.
Твори друкувалися німецькою (в антологіях «Ein Rosenbbrunnen» (1998) та «Die Kürbisfürstin» (2000)), японською, сербською мовами.

## Нагороди та відзнаки
- Літературна премія «Благовіст» (1999);
- Літературна премія імені Олеся Гончара (2000);
- Полтавська обласна премія імені Панаса Мирного (2005);
- Полтавська обласна премія імені Леоніда Бразова (2012)

- Лауреат премії «Березоля» (2014)